# جون بي. وايت
جون بي. وايت (بالإنجليزية: John B. Whyte)‏ هو شخصية أعمال أمريكي، ولد في 22 مايو 1928، وتوفي في 22 مارس 2004.